# Táncoló talpak
A Táncoló talpak (eredeti cím: Happy Feet) 2006-ban bemutatott egész estés amerikai–ausztrál 3D-s számítógépes animációs filmvígjáték, amely Oscar-díjat nyert a Mad Max-trilógia direktorának rendezésében. A forgatókönyvet Warren Coleman, John Collee és Judy Morris írta, az animációs filmet George Miller rendezte, zenéjét John Powell szerezte, a Village Roadshow Pictures készítette, a Warner Bros. forgalmazta. Készült hozzá egy folytatás, amely a Táncoló talpak 2. című animációs mozifilm. Amerikában 2006. november 17-én, Magyarországon december 21-én mutatták be a mozikban.
Amerikában 2006. november 17-én bemutatott családi mozit a Sydney-i székhelyű vizuális effekt- és animációs stúdió, az Animal Logic készítette a Warner Bros. és a Village Roadshow Pictures számára.
Ez az első egész estés animációs alkotás, melyet a Kennedy Miller az Animal Logic-kal közösen alkotott. Noha alapvetően animációs film, a Táncoló talpakban akadnak felvételek valós terekről és élő emberekről is bizonyos jelenetekben. A filmet Steve Irwinnek ajánlják, aki egy hónappal azután hunyt el, hogy befejezte szerepének stúdiófelvételét, illetve Nick Enright drámaírónak, a Lorenzo olaja néhai szerzőjének.
A filmet egyszerre mutatták be szokványos és IMAX 2D formátumú mozikban. A stúdió célzott rá, lehetséges, hogy sor kerül még a jövőben IMAX 3D bemutatóra is.
A Táncoló talpak elnyerte a legjobb animációs filmnek járó Oscar-díjat, illetve legjobb betétdalért járó Golden Globe-díjat 2007-ben.

## Szereplők
| Szereplő                | Eredeti hang       | Magyar hang          |
| ----------------------- | ------------------ | -------------------- |
| Topi                    | Elijah Wood        | Harsányi Bence       |
| Fiatal Topi             | Elizabeth Daily    | Czető Ádám           |
| Ramon                   | Robin Williams     | Józsa Imre           |
| Luklász                 | Robin Williams     | Ujlaki Dénes         |
| Lombardo                | Johnny A. Sanchez  | Tarján Péter         |
| Raul                    | Lombardo Boyar     | Scherer Péter        |
| Nestor                  | Carlos Alazraqui   | Kerekes József       |
| Rinaldo                 | Jeff Garcia        | Seszták Szabolcs     |
| Gloria                  | Brittany Murphy    | Huszárik Kata        |
| Fiatal Gloria           | Alyssa Shafer      | Bálint Sugárka       |
| Memphis                 | Hugh Jackman       | Szabó Sipos Barnabás |
| Norma Jean              | Nicole Kidman      | Pápai Erika          |
| A Bölcs Noé             | Hugo Weaving       | Lux Ádám             |
| Viola kisasszony        | Magda Szubanski    | Kiss Erika           |
| Asztrahán néni          | Miriam Margolyes   | Illyés Mari          |
| Rablósirály / Halfarkas | Anthony LaPaglia   | Szersén Gyula        |
| Leopárdfóka             | Roger Rose         | Kárpáti Tibor        |
| Dino                    | Danny Mann         | Zágoni Zsolt         |
| Vinnie                  | Mark Klastorin     | Jantyik Csaba        |
| Frankie                 | Michael Cornacchia | Szakács Tibor        |
| Trev                    | Steve Irwin        | Orosz István         |
| Nev                     | Nicolas McKay      | Melis Gábor          |
| Kev                     | Tiriel Mora        | Tóth Zoltán          |
| Barry                   | Richard Carter     | Gruber Hugó          |
| Mourice                 | Dee Bradley Baker  | Király Attila        |
| Michelle                | Chrissie Hynde     | Lázár Erika          |

## Történet
Az antarktiszi császárpingvin-kolóniában minden pingvinnek ki kell alakítani saját, egyedi dalát (úgynevezett „szív dalát”), hogy megtalálja lelki társát. Norma Jean és Memphis egymásra lelnek és tojást raknak. Amíg Norma Jean a többi tojóval több hétre halászni megy, Memphis vigyáz a tojásra. Minden rendben zajlik, mígnem elejti, s az kigurul a fagyba melegen tartó teste alól. A kibújó csibe, Topi, botfülű lesz és képtelen az éneklésre. Azonban elképesztő tehetsége van a sztepptánchoz.
Rossz szemmel nézik ezen adottságát a kolónia bölcsei, akik nem tolerálják a deviancia semmilyen megnyilvánulását. Emiatt Topi némileg kiközösítettként éli gyermekkorát, s csupán szülei és barátja, Gloria fordul felé megértéssel. Fiatal felnőttként Topi teste félig-meddig még mindig bolyhos. Egy alkalommal, kisebb-nagyobb balesetek sorozatának eredményeként – legfőképp egy éhes leopárdfóka fékeveszett üldözésének következtében – az ifjú pingvin messze találja magát a császárnemzedéktől, egy gondtalan adélie kolóniában – kis termetű pingvinek, ám végtelenül hűségesek azokhoz, akiket barátjuknak hívnak. Topi rövidesen összebarátkozik ötükkel, akik magukat az amigóknak nevezik – Ramón, a legkisebb közülük, amolyan nem hivatalos „vezetőjük”. Az amigók tetszését hamar elnyerik Topi ász táncmozdulatai, s beveszik őt csapatukba.
Topi öröme, hogy eltérősége elfogadásra talált, hamar véget ér, mikor egy különös „idegen” felfedezést tesz; egy rég befagyott emberi kotrógép szakad ki egy gleccserből, s Topit hatalmába kerítik a látottak. Kíváncsisága által vezérelve válaszok keresésére indul. Az amigók az adélie pingvinek mindentudójához, Luklászhoz küldik, aki azonban nem szolgál kielégítő magyarázattal. Topi visszatér császárkolóniájába, ahol másokat is táncra perdít – a bölcsek felháborodásukban őt vádolják meg a pingvineket fenyegető halhiány előidézésével, s végleg száműzik. Topi elhatározza, maga indul az éhség valódi okának megfejtésére, s öt adélie barátjával és Luklásszal kiegészülve hatalmas utat tesz meg. Végül elérnek a sarkvidék széléhez, ahol szemtől szembe találják magukat néhány óriási halászhajóval, mind telis-tele az Antarktisz partjai mellől begyűjtött halakkal. Topi megrögzötten és félelmet nem ismerve a nyomukba szegődik, hátrahagyva barátait, akik megfogadják, megőrzik és továbbadják történetét.
Topi végül messze otthonától egy tengeri park pingvin-kifutójában találja magát, s hevesen próbál kommunikálni az „idegenekkel”, akik őt bámulják. Elhivatottsága lassan csökkenni kezd, s az üvegbörtönében eltöltött hónapok után az őrület kezdi felemészteni őt. Egy napon egy kislány megkocogtatja az üveget, s kábulatából magához térve Topi válaszként szteppelni kezd, amire a meglepett emberek végre felfigyelnek. A tengernek eresztik, hátán egy nyomkövető szerkezettel, s Topi elvezeti az „idegeneket” otthonába, a kolóniájához. Ott sikerül felülkerekednie a bölcsek manipulatív szavain, s meggyőznie társait, hogy az „idegenek” segíteni jönnek. Az emberek figyelni kezdenek a pingvinekre.

## Utalások más filmekre
- Számos jelenet és cselekményelem a filmben hasonló a 2005-ös antarktiszi dokumentumfilméhez, a Pingvinek vándorlásáéhoz, mivel mindkettő a pingvinek életének természetét követi nyomon. A hasonlóságok ellenére mindkét film már készítési státuszban volt, mielőtt egyáltalán bejelentették volna őket. A Táncoló talpakat részben a BBC Élet a fagyban című korábbi dokumentumsorozata ihlette.
- Mikor Topit megtalálják az „idegenek”, egy állatkertbe viszik, ami a 2001: Űrodüsszeia végét eleveníti fel. A Topit megszólító magellán-pingvin a 2001 konfliktusokozóját, HAL-t szinkronizáló Douglas Rain hangjához hasonló hanggal beszél; Topi őt Dave-nek hívja, mely név a 2001 főhősének neve. A legnyilvánvalóbb utalás az a jelenetsor, mikor a kép Topi/Dave szemétől az állatkert fölé, majd a területre, a bolygóra és végül a világegyetemre távolodik; mindez Topi elzártságát, kilátástalanságát szimbolizálja.
- A táncoló pingvinek ötletének előfutára a Mary Poppins című klasszikus Walt Disney-film. A film ünnepelt animációs szekvenciájában Bertnek van egy kibővített táncjelenete egy csoport pingvinpincérrel. A „Step in Time” utalás egy zeneszámra a Disney filmjéből.
- Néhány jelenet a filmben nagyon hasonló ötletében és kivitelezésében is Don Bluth 1995-ös rajzfilmje, A pingvin és a csodakavics egyes részeihez, melyben egy különc pingvinnek meg kell mérkőznie cselszövő riválisával egy hölgy szeretetéért. A pingvinek kavicsokkal való udvarlásának ötletét itt szintén az adélie pingvinektől vették, amelyek kavicsokból építenek fészket a társkereséshez.
- A Táncoló talpak története hasonló a Jonathan, a sirály című regényhez, mivel mindkettőben szerepel egy madár, akit az idősek kiközösítenek nem szokványos tulajdonsága miatt, hogy végül rátaláljon valamire, ami népének hasznos változást hoz mindörökre.
- Akadnak hasonlóságok a filmben az 1984-es Footloose-zal, amiben egy város betiltja a táncolást. A bölcs Noé, akárcsak Shaw Moore tiszteletes, megtiltja a táncolást, mert az csak "ártást" hoz.
- Nicole Kidman és Hugh Jackman közös dalának, Prince „Kiss”-ének vége váltást hoz az előbbiekhez képest – rendkívül emlékeztet a szintén ausztrál készítésű Kidman-film, a Moulin Rouge! egyes dalaira.

## Fogadtatás

### Box office
| Hétvége | Bevétel     | Hely | Összbevétel  |
| ------- | ----------- | ---- | ------------ |
| 1       | $41 533 432 | 1    | $41 533 432  |
| 2       | $37 038 046 | 1    | $99 256 766  |
| 3       | $17 545 418 | 1    | $121 501 018 |
| 4       | $12 904 413 | 2    | $137 932 841 |
| 5       | $8 358 421  | 4    | $149 244 791 |
| 6       | $5 163 474  | 8    | $160 521 910 |
| 7       | $7 650 181  | 9    | $179 152 000 |
| 8       | $4 004 462  | 13   | $185 414 182 |
| 9       | $2 023 238  | 18   | $188 209 088 |
| 10      | $1 308 288  | 22   | $190 695 949 |

A film első helyen startolt az Egyesült Államok mozipénztárainál nyitóhétvégéjén (november 17–november 19.) 41,6 millió dollárral, megelőzve a Casino Royale-t a győzelemért vívott harcban. Megőrizte elsőségét a Hálaadás-hétvégén is, öt nap alatt 51,6 milliót gyűjtve. Három héten át volt a legnézettebb film, amit 2006-ban csak A Karib-tenger kalózai: Holtak kincsének és az Éjszaka a múzeumbannak sikerült rajta kívül. 2007. április 18-áig 197,9 millió dollár került a kasszába, s további 185 millió a világ többi részéről, tehát a film összesen 383 millió dollárt tudhat magáénak április végéig, amikor is már DVD-n is hozzáférhető a legtöbb országban.

### A kritikusok véleménye
A Táncoló talpak átlag feletti visszajelzéseket kapott a kritikusoktól, s 77%-os frissességet a Rotten Tomatoes kritikaösszesítő weboldalon.
Kirk Honeycutt szerint a Táncoló talpak „csodálatos”, briliáns koreográfiával és kórussal, szórakoztató a fiatalabb nézők számára. Azt is hozzátette, hogy „[George] Miller merészen nyúl spirituális témákhoz,” és „nagy öröm, hogy mindez működik.”
Míg Gene Seymour úgy írta le a Táncoló talpakat, mint egy „gazdag, magával ragadó történet, ami nem merül ki a káprázatos effektekben, hanem fellelkesíti a szellemet is.” Seymour hozzáteszi még, „váratlanul ér elsöprő vizualitása és konceptuális energiája.”
Ezenfelül, Lou Lumenick „döbbenetes vizualitásáért” dicsérte a Táncoló talpakat, „megindítónak” és „felemelőnek” nevezte. Azzal fokozta, „A Dumbo találkozik a Footlose-zal”, és a „Táncoló talpak nem csupán az év legjobb animációs filmje, de egyben az év egyik legjobb filmje mindezidáig.”
Az Ebert & Roeper szintén lelkes kritikával jelentkezett. A. O. Scott, Roger Ebert ideiglenes helyettesítője úgy nyilatkozott, a „Táncoló talpak elegendő szakértelemmel, elegendő szívvel készült ahhoz, hogy a legjobb értékelést kapja tőlem”. Richard Roeper egyetértett, mondván „Szerintem a gyerekek szeretni fogják, mert a pingvinek bájosak”.
Jonathan Harper a The Village Voice-tól úgy vélekedett, „Ha valami kísértésbe hozza a felnőtteket, hogy megnézzenek egy táncoló pingvines filmet, akkor az az a szöveg, hogy 'a Babe alkotóitól'. Abban a filmben megvolt minden, ami jó a beszélő állatokban, de sajnos, George Miller most nem ér fel korábbi munkájához. Talán még a kicsik is észre fogják venni, hogy valami nincs rendben, mikor a film témája a 'légy önmagad'-ról áttér a 'szabályoznunk kell az antarktiszi halászatunkat'. Na, most komolyan.”
Hasonlóan vélekedik Robert W. Butler, a The Kasas City Star újságírója, azt állítva, a „[Táncoló talpak] felhalmoz számos jelenlévő problémát ott, ahol egy egyszerű gyermekmesére volna szükség, s túlnyújtott, érzelmileg elnémított és fárasztó történetté válik.”
George Miller bírálatok sorát zúdította magára az animátoroktól és animációs történészektől, mikor úgy nyilatkozott a The Washington Postnak, hogy tudja, „még a világ legjobb animátorainak is egy életbe kerülne, hogy aprólékosan megalkossák a táncot, amit egy tehetséges táncos produkál”. Ezt a nyilatkozatot mint a táncok animálásának potenciáljában való tudatlanságot, a médiában előforduló nevetséges túlzást fogadták, ami mutatja Miller (aki még nem rendezett korábban animációs filmet) széles körű tudatlanságát arról, amin dolgozott. Amid Amidi animációs történész a Cartoon Brew weboldalán azt a kérdést tette fel, „…ha Miller így érez az egyszerű animációs művészet és annak művészeinek képességeiről, mi a fenének rendez animációs filmeket?”

## Környezetvédelmi üzenet
A Táncoló talpak környezetvédelmi üzenetet hordoz: noha a film nagy része egy kívülálló elfogadásáért vívott küzdelme köré épül, a végkifejletben egy csapat kutató videófelvételt készít a táncoló császárpingvin-kolóniáról, amit világszerte leadnak. Ez elindítja a túlhalászott Antarktisz problémájának sürgető megoldását. Ezen kívül akad jelenet, melyben pingvinek vízen úszó szeméttel találkoznak, úgymint hatos csomagolású üdítőitalok műanyag összefogója; hangosan elmélkednek: „[Az embereknek] itt kell lenniük valahol a közelben – miért hagyták volna itt mindezt?” Egy másik alkalommal Topit megmentik a lakott terület partján és egy tengeri parkba viszik, ahol szép lassan elveszíti az eszét a pingvinkifutó négy üvege közt. Kétségbeesik, ám mikor egy napon táncolni kezd, ámuló emberek tömegét vonzza oda. Ennek hatására Topi visszanyeri szabadságát és végül visszatér az sarkvidékre.
George Miller rendező szerint a környezetvédelmi üzeneten nem volt komoly hangsúly az eredeti forgatókönyvben, de „Ausztráliában mi nagyon, de nagyon öntudatosak vagyunk az ózonlyukkal kapcsolatban”, mondta, „és az Antarktisz szó szerint a 'kanári a szénbányában' etekintetben. Úgyhogy valamilyen szinten ebben az irányban kellett elindulni.” Ez a behatás erősen környezetvédelmi tónust adott a filmnek. Miller úgy véli, „Nem mondhatsz el ezen dimenzió nélkül egy történetet az Antarktiszról és a pingvinekről.”
Míg a legtöbb kritikus elfogadta, vagy éppen dicsérő szóval illette a történet ezen összetevőjét, néhány önmagukat konzervatívnak leíró kritikus, köztük Michael Medved, Neil Cavuto és Glenn Beck, kritizálta a környezetvédelmi üzenetet, amit „zöldpropagandának” neveztek.

## Zene
A Táncoló talpak egy zenegép-musical, azaz olyan zenés film, melyben korábban rögzített, jól ismert dalok csendülnek fel, némileg megváltoztatva, hogy jobban illeszkedjenek a történethez, a cselekményhez, a szereplők érzelmeihez. A filmzenealbumból több, mint 202,015 darabot adtak el az Egyesült Államokban.

### Eredeti filmzenealbum – válogatáslemez
1. Song of the Heart – Prince
2. Hit Me Up – Gia Farrell
3. Tell Me Something Good – Pink (eredetileg: Rufus)
4. Somebody to Love – előadja Brittany Murphy (írta: Freddie Mercury, eredetileg előadta: Queen)
5. I Wish – Fantasia Barrino / Patti LaBelle / Yolanda Adams (eredetileg: Stevie Wonder)
6. Jump N' Move – The Brand New Heavies
7. Do It Again – The Beach Boys
8. The Joker / Everything I Own – Jason Mraz / Chrissie Hynde (eredetileg: Steve Miller Band / Bread)
9. My Way (A Mi Manera) – Robin Williams (angol dalszöveg: Paul Anka)
10. Kiss / Heartbreak Hotel – Nicole Kidman / Hugh Jackman (eredetileg: Prince / Elvis Presley)
11. Boogie Wonderland – Brittany Murphy (eredetileg: Earth, Wind & Fire)
12. Golden Slumbers / The End – k.d. lang (eredetileg: The Beatles)
13. The Story of Mumble Happy Feet – John Powell

### Eredeti filmzenealbum – instrumentális dalok
Az instrumentális filmzenét John Powell szerezte, akinek korábbi népszerű munkái közé tartozik az X-Men: Az ellenállás vége és a Robotok. Powell kiterjedt eredeti score-ja, melyben a film szereplői által előadott szöveges dalok részletei is szerepelnek, 2006. december 19-én jelent meg.
1. The Huddle
2. The Eggs Hatch
3. Birth of Mumble
4. Wives Ho!
5. Singing Lessons
6. The Skua Birds
7. In My Room (előadja a Sydney-i Gyermekkórus)
8. Graduation
9. Fish
10. Leopard Seal
11. Adélieland
12. Bob's LED
13. Finding Aliens
14. Lovelace's Pile
15. If I Could Sing
16. Exile
17. Leader of the Pack (előadja Dan Navarro)
18. Finding Lovelace
19. Gloria Joins
20. The Hill
21. Fun Food Storm
22. Killer Whales
23. The Alien Ships
24. In the Zoo
25. First Contact
26. Mumble Returns
27. Tap Versus Chant
28. Helicopter
29. Communication

### További dalok
Az alábbi dalok elhangzanak a filmben, de nem találhatóak meg a filmzenealbumon.
- If You Leave Me Now – eredetileg: Chicago
- In My Room, eredeti verzió – The Beach Boys
- I'll Make Love to You – eredetileg: Boyz II Men
- I Wish, eredeti verzió – Stevie Wonder
- Shake Your Bon-Bon – eredetileg: Ricky Martin
- The Message – Grandmaster Flash
- The Message, új felvétel – Fat Joe
- Hello – Lionel Richie
- Never Can Say Goodbye – The Jackson 5
- Let's Talk About Sex – Salt-n-Pepa
- Candela – Sandy y Papo
- Walk It Out – DJ Unk

## Díjak és jelentősebb jelölések
- Oscar-díj
  - díj: legjobb animációs film
- Golden Globe-díj
  - díj: legjobb betétdal (Prince: The Song of the Heart)
  - jelölés: legjobb animációs film
- BAFTA-díj
  - díj: legjobb animációs film
  - jelölés: Anthony Asquith Award a filmzenéért
- Dallas-Fort Worth Film Critics Association Awards
  - díj: legjobb animációs film
- Golden Trailer Awards
  - díj: legjobb zene
- Los Angeles Film Critics Association Awards
  - díj: legjobb animáció
- New York Film Critics Circle Awards
  - díj: legjobb animációs film
- Toronto Film Critics Association Awards
  - díj: legjobb animációs film
- Washington DC Area Film Critics Association Awards
  - díj: legjobb animációs film